# Bec Bunsen
Pour les articles homonymes, voir Bunsen.
 (août 2013).
Si vous disposez d'ouvrages ou d'articles de référence ou si vous connaissez des sites web de qualité traitant du thème abordé ici, merci de compléter l'article en donnant les références utiles à sa vérifiabilité et en les liant à la section « Notes et références ».

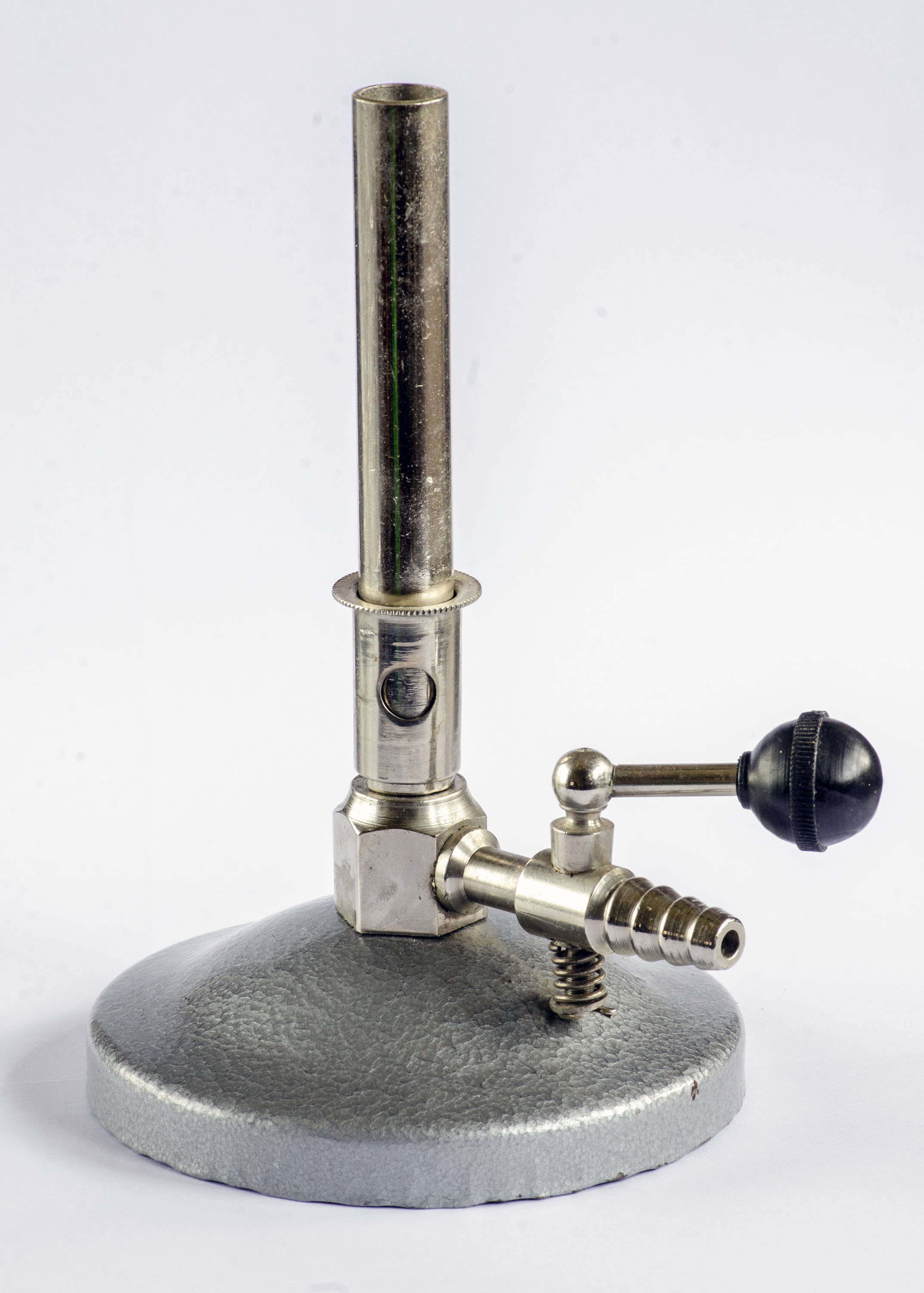
Un bec Bunsen.

Le bec Bunsen est un appareil de laboratoire destiné à produire une flamme ouverte avec du gaz combustible afin de chauffer des préparations, stériliser du matériel ou brûler des substances.

## Historique
Le bec Bunsen (ou parfois « brûleur Bunsen », sous l'influence de l'anglais Bunsen burner) fait référence au chimiste Robert Wilhelm Bunsen, à qui l'on attribue à tort son invention. L'inventeur du bec Bunsen est en réalité son assistant de laboratoire, Peter Desaga, qui avait perfectionné en 1855 un autre modèle créé par Michael Faraday.

## Principe

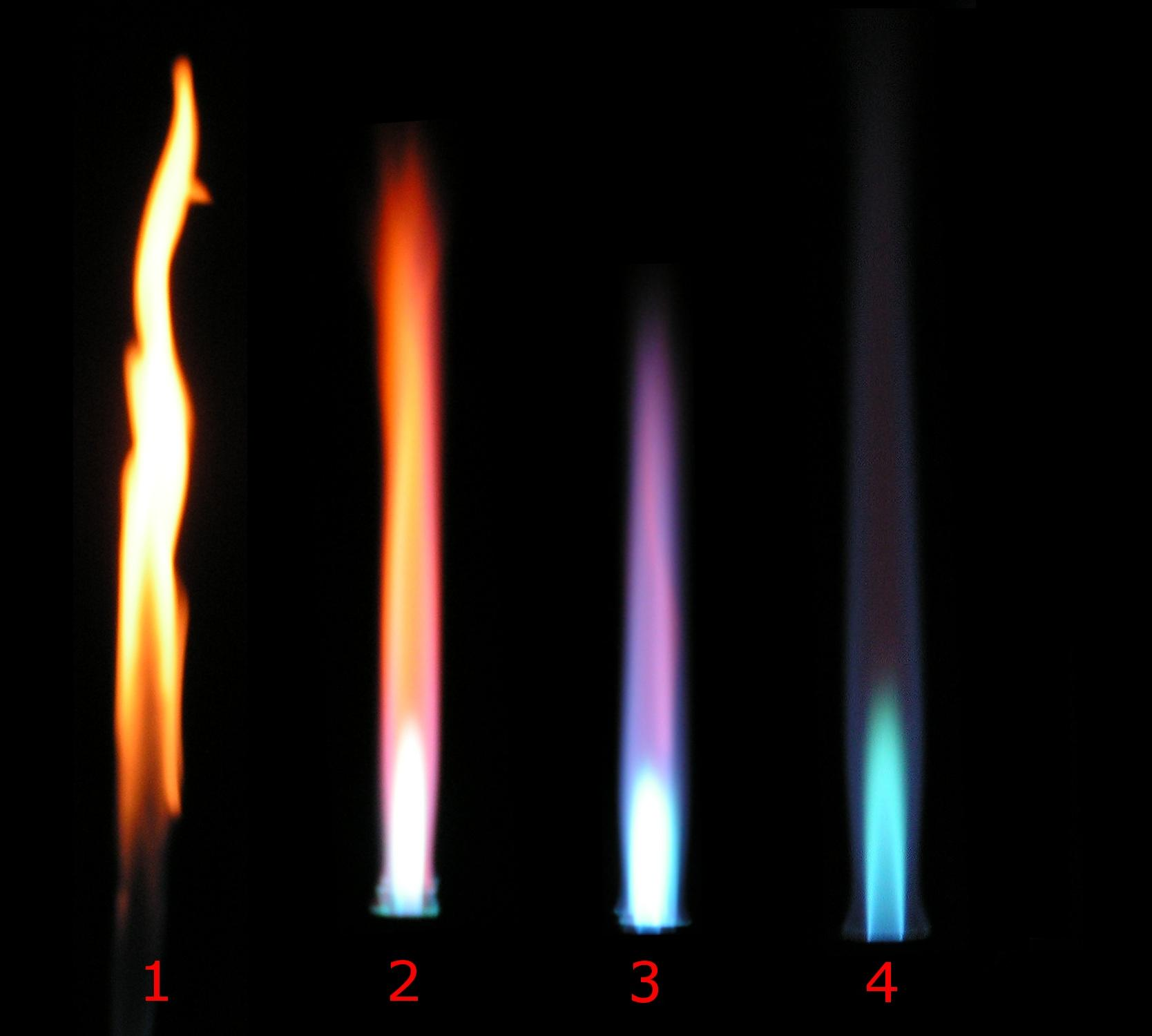
Flammes d'un bec Bunsen. De gauche à droite : virole fermée, virole mi-ouverte, virole presque ouverte, virole entièrement ouverte.

Le bec Bunsen se présente sous la forme d'une cheminée, reliée à une arrivée latérale de gaz combustible. Une virole permet de varier l'arrivée d'air par des orifices latéraux afin de régler l'intensité et la chaleur de la flamme.
Ainsi, on distingue quatre sortes de flammes :
- une flamme éclairante, jaune, due à une combustion incomplète, dont la température est d'environ 800 °C ;
- une flamme douce bleu-violet ;
- une flamme moyenne que l'on ne distingue presque pas ;
- et une flamme forte, due à une combustion complète, qu'on ne voit pas, mais qu'on entend (1 200 °C).

## Utilité
Le bec Bunsen est couramment utilisé dans les laboratoires de chimie et de biologie. En chimie, il permet de faire chauffer des préparations placées par exemple dans un tube à essai. En biologie, il est surtout utilisé pour stériliser les instruments (en les passant dans la flamme), mais aussi l'atmosphère située dans un rayon de vingt centimètres autour de la flamme (indispensable pour des expériences de microbiologie).